# Okręg wyborczy Bootle
Okręg wyborczy Bootle – powstał w 1885 i wysyła do brytyjskiej Izby Gmin jednego deputowanego. Okręg obejmuje południową część okręgu miejskiego Sefton w hrabstwie Merseyside.

## Deputowani do brytyjskiej Izby Gmin z okręgu Bootle
- 1885–1911: Thomas Myles Sandys, Partia Konserwatywna
- 1911–1918: Andrew Bonar Law, Partia Konserwatywna
- 1918–1922: Thomas Royden, Partia Konserwatywna
- 1922–1924: James Burnie, Partia Liberalna
- 1924–1929: Vivian Henderson, Partia Konserwatywna
- 1929–1931: John Kinley, Partia Pracy
- 1931–1935: Chichester de Windt Crookshank, Partia Konserwatywna
- 1935–1945: Eric Errington, Partia Konserwatywna
- 1945–1955: John Kinley, Partia Pracy
- 1955–1979: Simon Mahon, Partia Pracy
- 1979–1990: Allan Roberts, Partia Pracy
- 1990–1990: Michael Carr, Partia Pracy
- 1990– : Joe Benton, Partia Pracy